# Fehi Fineanganofo
Fehi Fineanganofo (31 de agosto de 2002) é um jogador de rugby neozelandês, que joga na posição de back.

## Carreira
Fineanganofo estudou na Auckland Grammar School e jogou pelo time das escolas da Nova Zelândia em 2020. Ele joga rugby union nacional pelo Bay of Plenty Steamers como centro.
Ele fez sua estreia pela seleção nacional de rugby sevens da Nova Zelândia em Los Angeles em 2023. Ele assinou um contrato de tempo integral com a equipe para a temporada de 2024. He signed a full time contract with the team for the 2024 season. Descrito como a "estrela revelação" da Nova Zelândia em 2024, ele jogou quando a Nova Zelândia venceu a etapa de Cingapura do SVNS 2023-24 em maio de 2024.
Foi selecionado para as Olimpíadas de Paris em 2024.